# صورت فرشته
صورت فرشته (پرتغالی: Carinha de Anjo) یک تله‌نوولا کودک برزیلی است که توسط لئونور کوریا ساخته شده است. این مجموعه در ۲۱ نوامبر ۲۰۱۶ تا ۶ ژوئن ۲۰۱۸ از اس‌بی‌تی پخش شد. لورنا کی‌روش، بیا آرانتس، کارلو پورتو، کارین هیلز، پریسیلا سول، تیاگو مندونسا، لوسرو و دنی گوندیم در آن به ایفای نقش می‌پردازند.

## بازیگران

### بچه‌ها
- لورنا کی‌روش در نقش دولسه ماریا رزنده لاریوس
- مایسا سیلوا در نقش جولیانا آلمیدا (جوجو)
- ژان پائولو کامپوس در نقش ژوزه کارلوس د الیویرا (زکا)
- سینا بل در نقش فریدا باستوس
- رناتا راندل در نقش باربارا گوئرا اسمیت
- گابریل میلر در نقش امیلیو آلمیدا
- لئوناردو الیویرا در نقش ژوزه فیلیپه د الیویرا (زی فیلیپه)
- کالب فیگویردو در نقش لوسیانو باستوس
- ماریانا سانتوس در نقش آدریانا فیگویردو
- دودا سیلوا در نقش ماریا ادواردا (دودا)
- هلنا لوز در نقش لوسیا ژونکرا
- والنتینا رودارته در نقش والنتینا
- برندا سانتیاگو در نقش برندا
- مانوئلا فرناندز در نقش فرناندا
- عیسی ناکاهارا در نقش ایزابلا
- جاسمیم سابینو در نقش
- لارا فانگانیلو در نقش لارا
- جیووانا ناصر در نقش جیووانا (جیو)
- جوجو ماتوس در نقش آنا جولیا
- مانوئلا دیگز در نقش دبورا
- لویزا آگیره در نقش لویزا
- مانوئلا مونهوز در نقش مانوئلا
- ماریانا آمور در نقش ماریانا
- سوفیا ریگونی در نقش آنا سوفیا

### بزرگسالان
- بیا آرانتس در نقش خواهر سیسیلیا سانتوس
- کارلو پورتو در نقش گوستاوو لاریوس
- دنی گوندیم در نقش نیکول اسکوبار
- پریسیلا سول در نقش استفانیا لاریوس (خاله پروکاس)
- دانیل الدیم در نقش لئوناردو لاریوس
- لوسرو در نقش ترزا رزنده لاریوس
- بلوتا فیلیو در نقش سیلوستره موریرا
- کارول لوبک در نقش فرانسیلی دا سیلوا
- آنجلا دیپ در نقش روزانا آلمیدا
- کارین هیلز در نقش خواهر فابیانا تیشیرا
- کامیلا کامارگو در نقش دیانا د الیویرا
- آلسمار ویرا در نقش پرنده گابریل لاریوس
- ادی کوئلیو در نقش ایناسیو د الیویرا
- برونا زمینس در نقش خواهر ریتا
- رناتا براس در نقش خواهر بنه
- ادواردو پلیزاری در نقش فلاویو اسکوبار
- رای تیچیمام در نقش فاتیما سانتوس
- برونو لوپس در نقش دکتر آندره رناتو ویرا
- کارلوس ماریانو در نقش افسر پلیس ریبیرو
- الیسا بریتز در نقش ورونیکا ماتیاس
- گیلرمه گورسکی در نقش کریستووائو والدز
- کریستینا موتارلی در نقش سولانج اورتیز
- لاریسا دیاز در نقش خواهر لوزیا
- تیاگو مندونسا در نقش ویتور گامبوآ
- ریچل رنهاک در نقش خواهر آنا
- سیلویا فرانچسکی در نقش سیلوانا سوارس
- گابریلا پتری در نقش سلنه
- فران مایا در نقش میلر
- آنجلا فیگویردو در نقش رجینا
- استلا میراندا در نقش نومیا میدیروش
- مارسیا مانفردینی در نقش جنوینا دا روشا
- رودولفو والنته در نقش ریکاردو آویلا
- آنا ویتوریا باستوس در نقش بئاتریز روسی
- باربارا مایا در نقش کاساندرا
- کارولینا مانیکا در نقش پائولا
- میلا کریستی در نقش دکتر الساندرا
- دیگو کریستو در نقش اسمار
- گابریل موگلیا در نقش تام کالدیرس
- دانیل الویم در نقش لئوناردو
- ادواردو سمرجیان در نقش موریلو
- سیل استیوز در نقش میشلی میدیروش
- لوییس آرائوخو در نقش والتر